# آتالاریک
آتالاریک (زادهٔ ۵۱۶ - مرگ اکتبر ۵۳۴) پادشاه اوستروگوت‌ها در ایتالیا از ۵۲۶ تا ۵۳۴ بود. 

## زندگینامه
آتالاریک نوهٔ تئودوریک بزرگ، پادشاه اوستروگوت‌ها از سمت مادرش آمالاسونتا و پسر اوتاریک، اوستروگوتی آمالی‌تبار بود که احتمالاً چند سال پس از ازدواجش مرد. در سال ۵۲۶ میلادی تئودوریک، پادشاه اوستروگوت‌های ایتالیا که نوه‌اش آتالاریک را به جانشینی خود برگزیده بود درگذشت و آتالاریک خردسال که ۱۰ سال بیشتر نداشت با نایب‌السطلنتی مادرش جانشین او شد. آمالاسونتا که خود زنی بود فرهیخته و عمیقاً تحت تأثیر فرهنگ روم باستان، تمایل داشت تا پسرش نیز به شیوه‌ای رومی که پالوده‌تر و ادبی‌تر از اصول گوت‌ها بود آموزش ببیند. اما این رویکرد او با اعتراض و مخالفت شدید شمار بسیاری از نجیب‌زادگان اوستروگوتی و حتی توطئه‌چینی آنها علیه آمالاسونتا روبه‌رو شد.
آتالاریک ۸ سال پس از بر تخت نشستنش در اکتبر ۵۳۴ درگذشت و پس از او مادرش شهبانوی ایتالیا شد. آمالاسونتا به منظور تحکیم موقعیت خود پسرعمه‌اش تئوداهاد را با عنوان پادشاه ایتالیا به فرمانروایی مشترک با خود رساند اما چندی بعد توسط او دستگیر و زندانی شد و در ۵۳۴ به قتل رسید.